# Mixedema pretibiale
Il mixedema pretibiale è una patologia molto comune in soggetti colpiti da ipotiroidismo, ma in casi minori si può riscontrare anche in pazienti affetti dalla malattia di Basedow.
Si tratta di un edema sottocutaneo che colpisce gli arti e le mani.

## Cause
Il mixedema pretibiale è causato dall'accumulo di mucopolisaccaridi nel derma. Si presenta principalmente in soggetti con gravi forme di ipotiroidismo o ipertiroidismo.

### Complicazioni
Se non curato, il mixedema può portare al gonfiore e rossore della zona colpita, ispessimento della pelle, rapido aumento di peso, perdita di capelli (o comunque capelli molto fragili), pelle secca, crampi muscolari, dolori articolari, bradicardia, difficoltà nel parlare, colesterolo pericolosamente alto.

## Diagnosi
Questa patologia si verifica attraverso le analisi del sangue.